# Viktor Novožilov
Viktor Vladimirovič Novožilov (rusky Виктор Владимирович Новожилов ; 5. května 1950 Leningrad, Sovětský svaz - 1991) byl sovětský zápasník, volnostylař. V roce 1976 na hrách v Montréalu vybojoval v kategorii do 82 kg stříbrnou medaili. V roce 1974 vybojoval titul mistra světa i Evropy, v roce 1976 získal evropský bronz. Jako trenér se věnoval přípravě dětí v domovském klubu Dynamo Leningrad.